# 葉鼻鰻
葉鼻鰻，為輻鰭魚綱鰻鱺目糯鰻亞目蛇鰻科的其中一種，分布於印度太平洋區，從東非至夏威夷群島海域，棲息深度8-30公尺，體長可達42公分，棲息在沙底質海域，為底棲性魚類，屬肉食性，生活習性不明。